# Trequanda
Trequanda é uma comuna italiana da região da Toscana, província de Siena, com cerca de 1.417 habitantes. Estende-se por uma área de 64 km², tendo uma densidade populacional de 22 hab/km². Faz fronteira com Asciano, Pienza, Rapolano Terme, San Giovanni d'Asso, Sinalunga, Torrita di Siena.

## Demografia
| Variação demográfica do município entre 1861 e 2011                               |
|                                                                                   |
| Fonte: Istituto Nazionale di Statistica (ISTAT) - Elaboração gráfica da Wikipedia |